# Imisław
Imisław, Jimisław, Himisław – staropolskie imię męskie, po raz pierwszy odnotowane w 1212 roku.  Składa się z członów: Imi-, pochodzącego od prasł. *jęti, w trybie rozkazującym *jьmi („jąć”, „rozpocząć”) i -sław („sława”). Nie ma odpowiedników w innych językach słowiańskich. Mogło oznaczać „ten, który zapoczątkowuje sławę”. Jako Himisław (z H-protetycznym) wystąpiło w XV wieku (1409)
Możliwe niektóre staropolskie zdrobnienia: Imiąt(ek), Jimiąt(ek), Imiąt(ko), Jimiąt(ko), Imek, Jimek. Według Stanisława Rosponda, także Masław wywodzi się od niezachowanego *Jimasław (w którym doszło do zaniku nagłosowego j-), które zostało wyparte przez Imisława, ale wielkopolskiego i małopolskiego – Jimisława. 
Imisław imieniny obchodzi 12 lipca i 30 września.
Żeński odpowiednik: Imisława.

## Osoby noszące imię Imisław
- Heymo (Imisław) – biskup wrocławski (1120–1126)
- Imisław – kasztelan rudzki (1212)
- Imisław ze Służewa (zm. po 14 października 1314) – jedyny znany z imienia, a zarazem ostatni piastujący ten urząd kasztelan michałowski
- Imisław Wroński herbu Kościesza – biskup płocki (1357–1365).